# Theodor Rogalski
Theodor Rogalski (Bucarest, Romania, 11 d'abril de 1901, - Zuric, cantó de Zuric, Suïssa) 2 de febrer de 1954), va ser un compositor, director, orquestador i pianista romanès d'origen polonès que representa un nom de referència per a l'evolució. de la cultura musical romanesos de la primera meitat del segle xx.
Després d'estudiar a Bucarest amb Alfonso Castaldi i Dimitrie Cuclin, va estudiar al Conservatori de Leipzig (1920 - 1923) i després a la Schola Cantorum de París (1923-1926), on va ser deixeble de Vincent d'Indy (composició, direcció) i per Maurice Ravel (orquestració). Es va afirmar l'any 1926 en obtenir el Primer Premi al Concurs Nacional de Composició "George Enescu" (establert el 1913) amb l'obra Quartet de corda en fa major i es va posar en marxa en els programes de concerts de la Filharmònica amb dues danses de vent, piano i Drums (1927 ) i Două schițe simfonice (1930), obra el valor excepcional de la qual va portar George Enescu a seleccionar-la per al concert de l'Exposició Internacional de Nova York el 1939.
Continuant explorant la línia oberta pel díptic Enterrament a Pâtrunjel y Paparudele (Dos esbossos simfònics) a través del nou enfocament tècnic de capitalitzar la vena popular, amb èmfasi en la diversitat rítmica, encavalcaments politonals i una coloració harmònica original, Theodor Rogalski compon: dues dècades més tard, l'any 1950, la suite simfònica Tres danses romaneses, que constitueix una fita de la creació de l'escola romanesa de l'època.
Les dues dècades, 1930-1950, en què la composició va romandre en el pla secundari, van ser dedicades pel músic a l'activitat de direcció i a la construcció d'un conjunt -des de la seva constitució fins al nivell d'una prestigiosa orquestra reconeguda per unanimitat- avui amb el títol "National Radio Orchestra". Va ser el primer director de l'orquestra a partir de 1930.
També se li va oferir la batuta de primer director a la Filharmònica "George Enescu" (1950-1954), durant aquests últims anys de la seva vida també va ocupar el càrrec de professor d'orquestració al Conservatori de Bucarest.
Si la llista de les seves creacions es redueix (música de cambra per a piano, piano i violí, piano i veu, Tres peces per a violoncel, Dos capritxos, Tres cançons sobre línies populars per a soprano i orquestra, Tres balades romaneses per a tenor i orquestra i simfònica recordada). peces ), és impressionant la de les obres orquestrades per Rogalski. El seu talent i habilitat com a orquestrador han metamorfosat peces corals, vocals i instrumentals del repertori romanès i universal. La versió orquestrada del Carnaval de Schumann data de 1942 i reuneix la més diversa paleta d'instruments, des de la flauta picota a la tuba i del triangle a l'arpa. En la seqüència de pintures, Rogalski demostra ser un expert en les combinacions tímbriques més suggeridores per a la creació dels personatges, i la imatge global queda perfectament emmarcada estilísticament escollint procediments tècnics propis de l'escriptura orquestral.
En les seves obres, trobem música simfònica (Fresc antic, Dos esbossos simfònics, Tres danses romaneses) i música vocal-simfònica (balada Iancu Jianu), obres de cambra, música de cinema (Viata invinge).

## Cronologia de l'obra musical
- 1918 - Sonata per a piano (1921 - 1a menció del Premi de Composició "George Enescu")
- 1919 (?) - Suite per a piano (1919 - 2a menció del Premi de Composició "George Enescu")
- 1920 - Paysage per a piano

- Pastoral per a piano - Berceuse per a violoncel i piano - Peça per a violoncel i piano - Història per a violoncel i piano - Minuetto per a violoncel i piano - Parfum exòtic per a violoncel i piano - Pavana per a violoncel i piano - Idil·la i tamborí (Sobre el motiu de "O du lieber Augustin") per a quartet de corda - Liedul Le Silence, amb lletra de CH. Batillot - Orchesterstuck (1923 - 2n premi del Premi de Composició "George Enescu") - Operetta Nina
1921 - Rondo
- Sonet per a piano - Aubade per a piano
1922 - Hivern per a piano
- Romanzetta per a piano - Suite per a violí i piano: Aubade, Interludi, Sonet (1922 - menció del Premi de Composició "George Enescu") - Andante d'una Sonata projectada per a violoncel i piano - Vieille Chanson per a dos violins i viola - Fruhlingsnacht per a 2 violins i violoncel - Andantino per a quartet de corda - Dansa per a quartet de corda - 2 Lieds per a veu i piano sobre versos de R. Dehmel: Erlengang, Einst im Herbst - 2 Lieds per a veu i orquestra: Lied sobre versos de Heine, sense títol, Helle Nacht a la lletra de R. Dehmel
- 1924 - Serenata retrospectiva per a piano
- 1925 - Balada sobre temes romanesos per a violí i piano

- Bourree per a violoncel i piano - Canon, per a violí, violoncel i piano - Quartet de corda (1925 - primer premi del Premi de Composició "George Enescu") - Quatre "Evocacions" per a soprano: Cançó dels savis, Cançó de l'amant, Cançó de la pluja, Cançó del bressol - Dues danses per a vent, piano i tambor (1927 - Menció de Venècia) - Ballet al fresc antic.
- 1929 - Dos esbossos simfònics: Enterrament a Pâtrunjel, Paparudele

- Música d'escena per a l'obra Don Juan de Victor Eftimiu
1930 - Tres peces per a violoncel
1931 (?) - Suite per a oboè i piano
1932 - Dos capritxos
1933 - Tres cançons de línies populars per a soprano i orquestra
- Hora Ciciului - Salcia - Lazarel
1940 - Tres balades romaneses per a tenor i orquestra:
- Iancu Jianu - Mihu Copilul - Toma Alimos
1950 - Suite simfònica Tres danses romaneses
1951 - Música per a la pel·lícula Viața învinge
? "Tres peces simfòniques" "Rondo" "Marș festiv"

## Bibliografie
- Theodor Rogalski de Laura Manolache, Editura Casa Radio, 2006, 216 pag
- http://www.edituraunmb.ro/wp-content/uploads/2019/01/Th.-Rogalski-Trei-dansuri-romanesti-cuv.-inainte-si-pg.-1-2.pdf